# Tehnologica Radion
Tehnologica Radion este o companie de construcții din România.
Compania a fost înființată în 1993 și este specializată în lucrări de construcții rutiere, edilitare și civile, fiind totodată și producător de materiale de construcții.
Este deținută de omul de afaceri Theodor Berna.
Compania este unul dintre cei mai mari administratori de străzi din București alături de companii precum Strabag, SCT, Euro Construct Trading '98 sau Delta ACM 93.
Tehnologica Radion deține și o carieră de piatră în comuna Cerna, din județul Tulcea, care conține zăcământ de granit utilizat pentru lucrările de infrastructură rutieră.
Numărul de angajați:
| Anul         | 2008  | 2007  | 2006 | 2005 | 2004 | 2003 | 2002 | 2001 | 2000 |
| ------------ | ----- | ----- | ---- | ---- | ---- | ---- | ---- | ---- | ---- |
| nr. angajați | 2.329 | 1.551 | 465  | 229  | 192  | 162  | 112  | 71   | 48   |

Rezultate financiare (milioane euro):
| Anul             | 2008  | 2007  | 2006 | 2005 | 2004 | 2003 | 2002 | 2001 | 2000 |
| ---------------- | ----- | ----- | ---- | ---- | ---- | ---- | ---- | ---- | ---- |
| Cifra de afaceri | 180,9 | 148,9 | 63,1 | 20,2 | 8,5  | 6,2  | 4,7  | 3,7  | 1,9  |
| Venitul net      | 33,5  | 34,2  | 7,9  | 2,1  | 0,1  | 0,1  | 0,6  | 0,4  | 0,6  |